# Визни режим Северне Македоније
Визни режим Северне Македоније представља политику државе у погледу захтева за улазак странаца на њену територију.

## Безвизни режим
У погледу краћег боравка странаца у Северној Македонији држављани следећих држава и територија нису у обавези да претходно прибаве визу и у Северну Македонију могу ући само на основу важећег пасоша. Такође држављанима одређених држава омогућено је да у Северну Македонију уђу само са важећом личном картом. Свим странцима који поседују важећу визу неке од држава Европске уније и свих држава Шенгенског уговора као и Канаде и САД омогућен је улазак и боравак до 15 дана без одвојеног прибављања визе коју издају државни органи Северне Македоније.
| - Сви држављани ЕУ 1 - Албанија - Андора - Антигва и Барбуда - Аргентина - Аустралија - Азербејџан - Бахами - Барбадос - Босна и Херцеговина - Боцвана - Бразил - Брунеј - Ватикан - Венецуела - Гватемала - Еквадор - Ел Салвадор - Израел - Исланд - Јапан - Јужна Кореја - Казахстан - Канада - Катар - Колумбија - Костарика - Куба - Кувајт - Лихтенштајн - Макао | - Малезија 3 - Маурицијус - Мексико - Молдавија - Монако - Никарагва - Нови Зеланд - Норвешка - Панама - Парагвај - Перу - Русија - Самоа - Сан Марино - Света Луција - Свети Китс и Невис - Сејшели - Сингапур - Сједињене Америчке Државе - Србија - Република Кина - Турска 3 - Уједињени Арапски Емирати - Украјина - Уругвај - Хонг Конг - Хондурас - Црна Гора 3 - Чиле - Швајцарска |

Виза није потребна ни за путне исправе Уједињених нација као ни за пасоше које издаје тзв. Република Косово.
Држављанима Белорусије и Грузије није потребна виза али је потребно да буду у поседу ваучера.
Држављанима Белорусије, Грузије, Кине и Монголије није потребна виза уколико имају пасош са клаузулом „пословно”.